# Søren Seirup
Søren Seirup (30. oktober 1944 - 16. februar 2017) var en dansk musiker, der var med til at præge den tidligere danske rockscene. Han spillede i syre-rockbandet Steppeulvene som bassist fra 1967 til 1970, hvor bandet stoppede. Forinden havde han i 1964 været med til at danne gruppen Beefeaters, som han forlod i marts 1966. Efter Steppeulvene spillede han i forskellige andre grupper som Hey Joe's Ballonrute. Senere blev Steppeulvene gendannet, dog uden forsangeren Eik Skaløe, der var død allerede i 1968.
Seirup led af en knoglesygdom og efter en fejlslagen operation levede han de sidste år af sit liv på plejehjem.